# Calocheiridius rhodesiacus
Espèce
Calocheiridius rhodesiacus est une espèce de pseudoscorpions de la famille des Olpiidae.

## Distribution
Cette espèce se rencontre au Zimbabwe et en Afrique du Sud.

## Description
Les mâles de Calocheiridius rhodesiacus rhodesiacus mesurent de 1,5 à 1,7 mm.
La femelle holotype de Calocheiridius rhodesiacus fuliginosus mesure 3,5 mm.

## Liste des sous-espèces
Selon Pseudoscorpions of the World (version 3.0) :
- Calocheiridius rhodesiacus fuliginosus Beier, 1966 d'Afrique du Sud
- Calocheiridius rhodesiacus rhodesiacus Beier, 1964 du Zimbabwe

## Étymologie
Son nom d'espèce lui a été donné en référence au lieu de sa découverte, la Rhodésie du Sud.

## Publications originales
- Beier, 1964 : Weiteres zur Kenntnis der Pseudoscorpioniden-Fauna des südlichen Afrika. Annals of the Natal Museum, vol. 16, p. 30-90 (texte intégral).
- Beier, 1966 : Ergänzungen zur Pseudoscorpioniden-Fauna des südlichen Afrika. Annals of the Natal Museum, vol. 18, p. 455-470 (texte intégral).